# Cumbres de Conín Tercera Sección
Cumbres de Conín Tercera Sección är en ort i Mexiko.   Den ligger i kommunen El Marqués och delstaten Querétaro Arteaga, i den centrala delen av landet, 180 km nordväst om huvudstaden Mexico City. Cumbres de Conín Tercera Sección ligger 2 029 meter över havet och antalet invånare är 260.
Terrängen runt Cumbres de Conín Tercera Sección är kuperad åt sydväst, men åt nordost är den platt. Runt Cumbres de Conín Tercera Sección är det ganska tätbefolkat, med 149 invånare per kvadratkilometer. Närmaste större samhälle är Santiago de Querétaro, 7,0 km väster om Cumbres de Conín Tercera Sección. Omgivningarna runt Cumbres de Conín Tercera Sección är en mosaik av jordbruksmark och naturlig växtlighet.